# Котешки змии
Котешките змии (Telescopus) са род отровни змии от семейство смокообразни (Colubridae).

## Описание
Тези змии имат тънко и леко сплескано цилиндрично тяло достигащо на дължина от 80 до 180 cm. Те имат средно големи очи с вертикални зеници, характерни за нощните влечуги и гладки гръбни люспи.
Въпреки че всички видове от този род са отровни, те не се считат за особено вредни за човека.

## Разпространение и местообитание
Родът включва дървесни и сухоземни видове разпространени от Балканите и Пакистан до Южна и Западна Африка, плюс два вида обитаващи Северна Евразия.
Срещат се на височина до 2000 метра над морското равнище.

## Хранене
Ловуват нощем. Основните видове плячка са малки гущери, включително гекони, въпреки че някои представители на рода понякога могат да се хранят и с малки птици, гризачи и земноводни.

## Размножаване
Снасят от 5 до 15 яйца.

## Видове
Род Котешки змии
- Вид Telescopus beetzi (Barbour, 1922)
- Вид Telescopus dhara (Forskal, 1775)
- Вид Котешка змия (Telescopus fallax) Fleischmann, 1831
- Вид Telescopus finkeldeyi Haacke, 2013
- Вид Telescopus gezirae Broadley, 1994
- Вид Telescopus hoogstraali Schmidt & Marx, 1956
- Вид Telescopus nigriceps (Ahl, 1924)
- Вид Telescopus obtusus (Reuss, 1834)
- Вид Telescopus pulcher (Scortecci, 1935)
- Вид Telescopus rhinopoma (Blanford, 1874)
- Вид Telescopus semiannulatus Smith, 1849
- Вид Telescopus tessellatus (Wall, 1908)
- Вид Telescopus tripolitanus (Werner, 1909)
- Вид Telescopus variegatus (Reinhardt, 1843)